# The 119 Show - Live in London
The 119 Show - Live in London è il secondo disco dal vivo del Lacuna Coil per celebrare i 20 anni di carriera della band italiana. Contiene lo show del 19 gennaio all’O2 Forum Kentish Town di Londra. Il concerto pur rispettando lo stile dark dei Lacuna, è ispirato al mondo del Circo.  l'opera è composta da 2 cd e 1 dvd con le riprese del concerto e alcuni extra.

## Il Disco
Le 27 tracce contenute nel dvd sono state suddivise in 2 cd audio.
Nel dvd vi sono 2 extra: Behind The Curtains, un dietro le quinte  e Enter The Coil ovvero interviste alla band

## Tracce
CD 1
1. Intro
2. A Current Obsession
3. 1.19
4. my Wings
5. End Of Time
6. Blood, Tears, Dust
7. Swamped
8. The Army Inside
9. Veins Of Glass
10. One Cold Day
11. The House Of Shame
12. When A Dead Man Walks
13. Tight Rope
14. Soul Into Hades
15. Hyperfas

CD 2
1. I Like It
2. Heaven’s A Lie
3. Senzafine
4. Closer
5. Comalies
6. Our Truth
7. Intermezzo
8. Falling
9. Wide Awake
10. I Forgive (But I Won’t Forget Your Name)
11. Enjoy The Silence
12. Nothing Stands In Our Way

## La Formazione
- Cristina Scabbia - Voce
- Andrea Ferro - Voce
- Marco "Maki" Coti-Zelati - Basso
- Ryan Blake Folden - Batteria
- Diego "DD" Cavallotti - Chitarra

ospite speciale al piano: Silvia Zanaboni